# Wilhelm Rathkamp

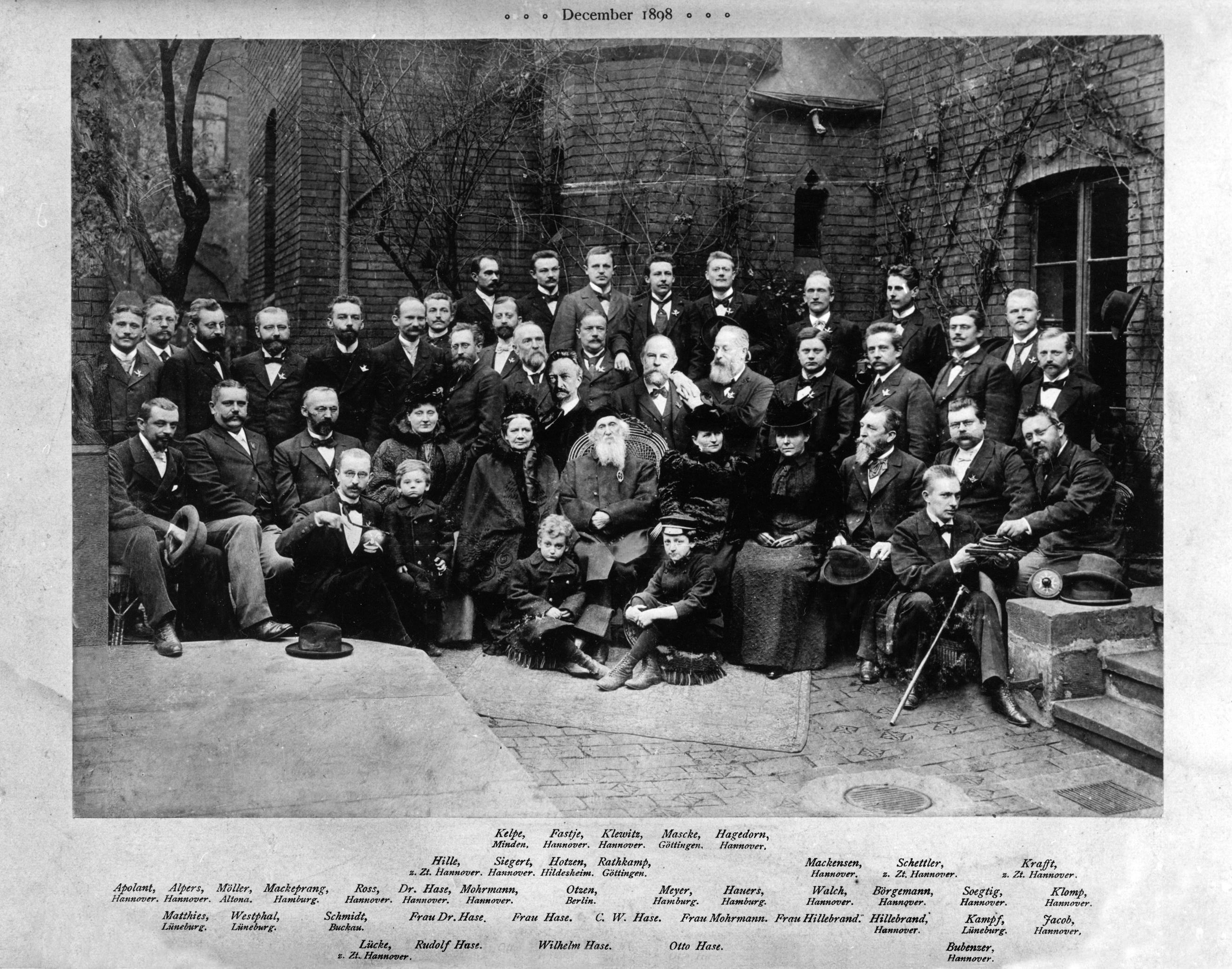
Gruppenbild (mit Einfügungen und Retuschen) „Zur Erinnerung an die Feier des 80jährigen Geburtstages des Herrn Altmeisters Geh. Reg.-Rath, Professor, Baurath Conrad Wilhelm Hase, December 1898“; darunter Rathkamp;
Bild aus dem Stadtarchiv Hannover

Dietrich Wilhelm Rathkamp (* 1. Oktober 1861 in Göttingen; † 12. März 1937 ebenda) war ein deutscher Architekt und Bauunternehmer.

## Leben

### Familie
Die Familie Rathkamp ist ab 1701 mit Ursprung in Menninghausen bei Diepholz nachweisbar.
Wilhelm Rathkamp war ein Sohn des Architekten und Bauunternehmers Conrad Rathkamp (Johann Cord Rathkamp; * 24. September 1828 in Neubruchhausen; † 1910) und ein Neffe von Carsten Hinrich Rathkamp (* 16. Oktober 1820; † 13. März 1886), für den er sein Frühwerk, das 1886 geschaffene Grabmal auf den Stadtfriedhof Engesohde in Hannover schuf, außerdem ein Bruder von Robert Rathkamp (1854–1926), mit dem er später zeitweilig in einem Unternehmen zusammenarbeitete. Seine Tochter heiratete Hanns Hase, einen Enkel von Conrad Wilhelm Hase.

### Ausbildung und Wirken
Wilhelm Rathkamp machte eine Lehre als Maurer und Steinhauer in seiner Geburtsstadt Göttingen. 1881–1882 studierte er Architektur zunächst an der Technischen Hochschule Stuttgart, dann nach drei Semestern 1882–1884 an der Technischen Hochschule Hannover als Student von Conrad Wilhelm Hase, Heinrich Köhler, Ludwig Debo und Hubert Stier. Schon zu Beginn seiner Studienzeit in Hannover trat Rathkamp der von Hase gegründeten Bauhütte zum weißen Blatt bei, deren Hüttenzeichen er später an vielen seiner eigenen Bauten anbrachte. Im Jahr 1898 brachte er die Verbundenheit mit der Kunstauffassung Hases mit eigenen Exponaten zum Ausdruck, die in der Ausstellung anlässlich des 80. Geburtstags Hases im Künstlerhaus Hannover gezeigt wurden.

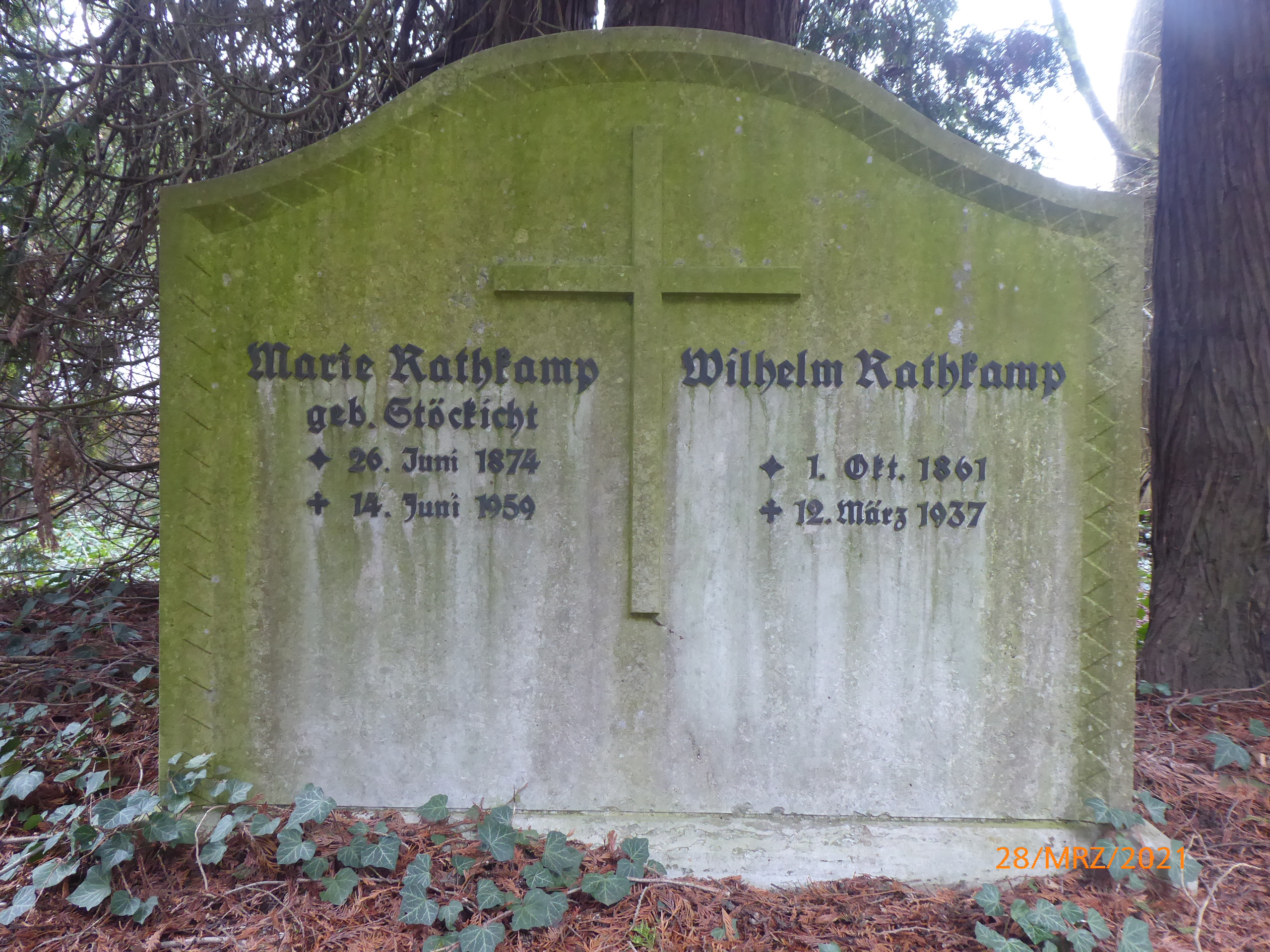
Grabmal von Wilhelm und Marie Rathkamp auf dem Stadtfriedhof Göttingen (2021)

Nach seinem Studium sammelte Rathkamp Erfahrungen als Mitarbeiter im Stuttgarter Architekturbüro von Christian Friedrich von Leins sowie in München als Mitarbeiter im Architekturbüro von Georg Joseph von Hauberisser.
1887 trat Rathkamp dem Architekten- und Ingenieur-Verein zu Hannover bei und ging im selben oder im Folgejahr 1888 zurück in seine Heimatstadt Göttingen, um dort als Architekt und Bauunternehmer tätig zu werden. Dabei arbeitete in Gemeinschaft mit seinem Vater bis zu dessen Tod 1910 sowie mit seinem Bruder in dem väterlichen, 1861 eröffneten Göttinger Unternehmen, das zeitweilig als Baugeschäft Conrad Rathkamp & Söhne firmierte.
Wie sein Bruder Robert gründete auch Wilhelm Rathkamp erst ab 1925 ein eigenes Baugeschäft, das er gemeinsam mit seinem Schwiegersohn Friedrich Eschmann leitete.
Im Jahr 1892 war Rathkamp Gründungsmitglied des Geschichtsvereins für Göttingen und Umgebung und 1929–1937 dessen Beisitzer. Er war Mitbegründer der Städtischen Altertumssammlung (heute Städtisches Museum Göttingen), war Mitglied der Göttinger Freimaurerloge „Augusta zum goldenen Zirkel“ und wirkte zeitweilig als Freiwilliger Städtischer Branddirektor bei der Feuerwehr Göttingen.

## Werk

### Bauwerke
Zu den ältesten Werken Rathkamps zählt das 1886 ausgeführte Grabmal C. H. Rathkamp, das auf dem Engesohder Friedhof in Hannover aufgestellt wurde.

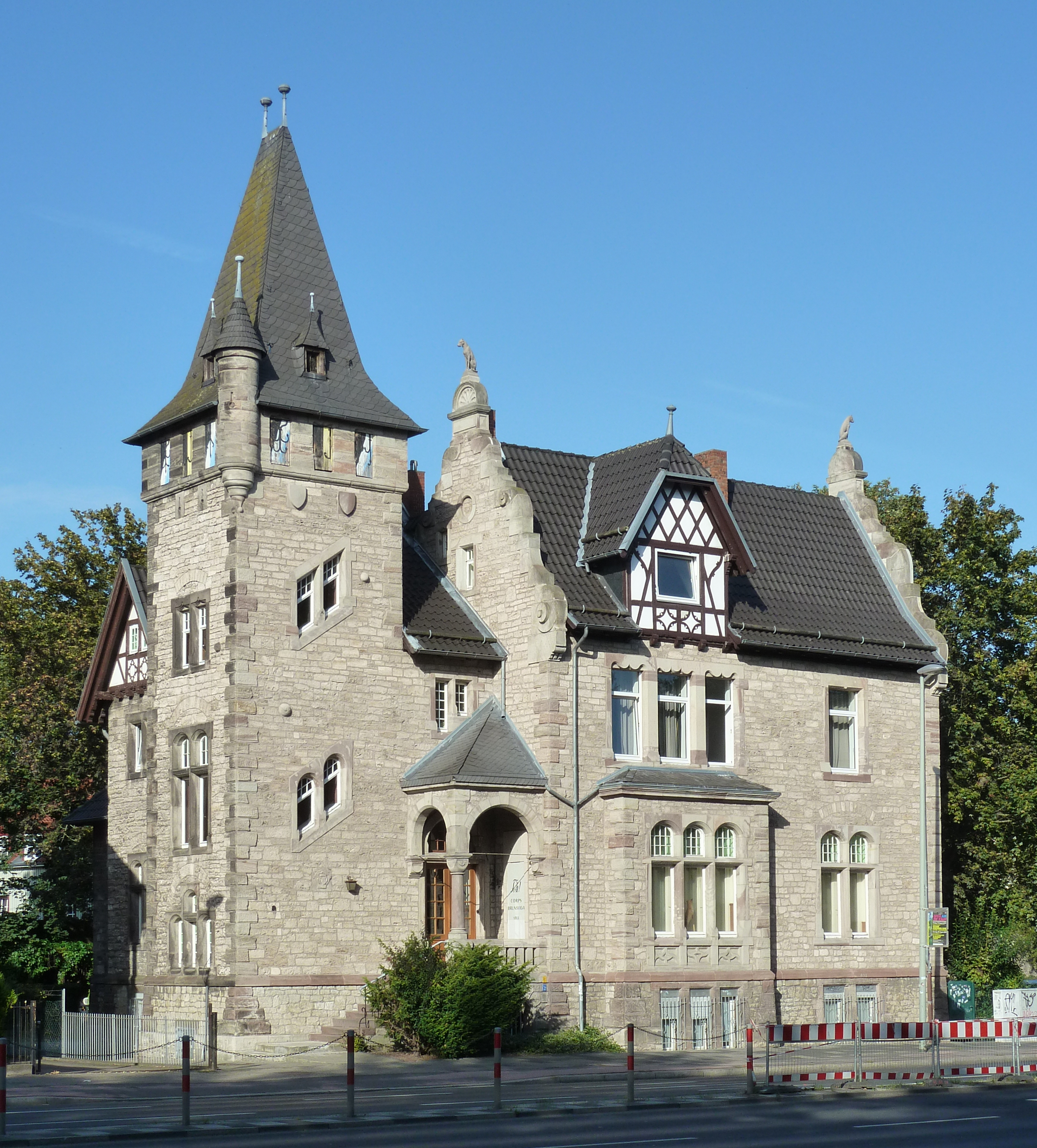
Corpshaus des Corps Brunsviga Göttingen
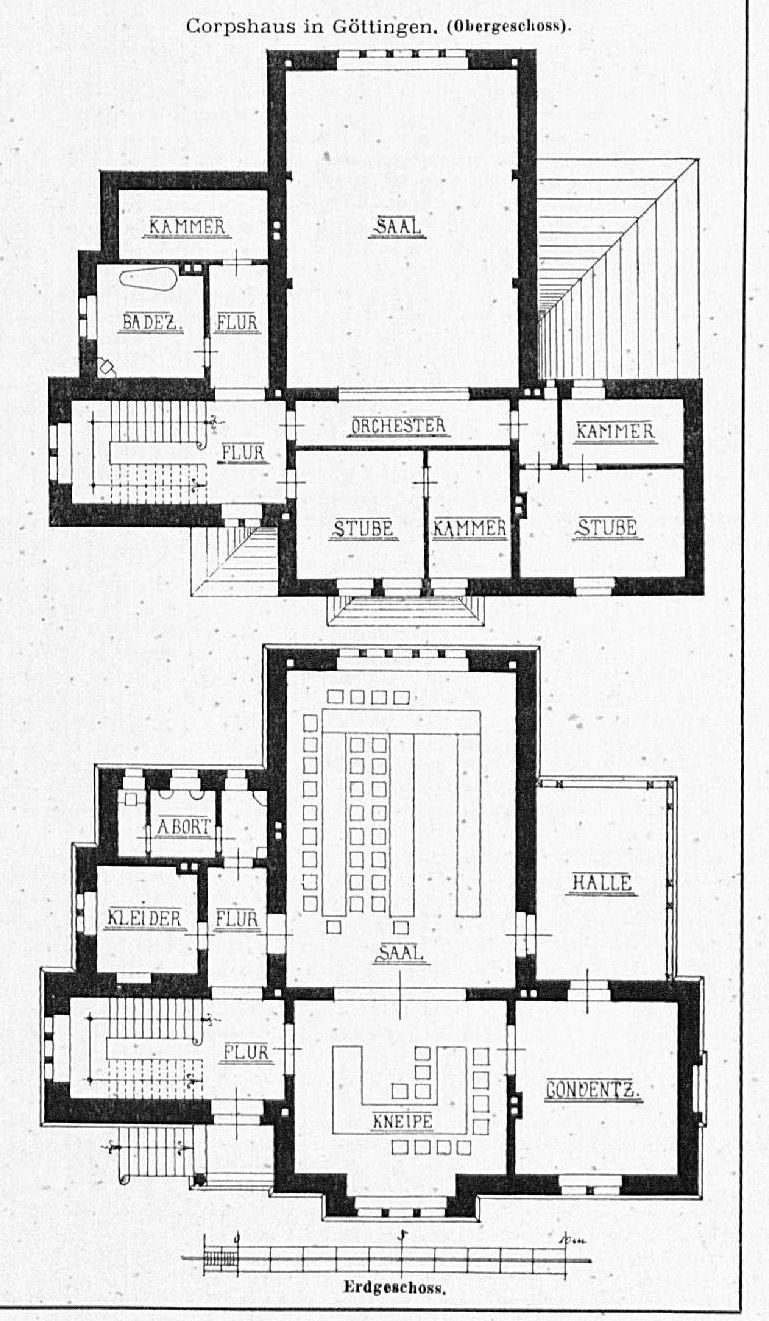
Grundriss des Corpshauses der Brunsviga
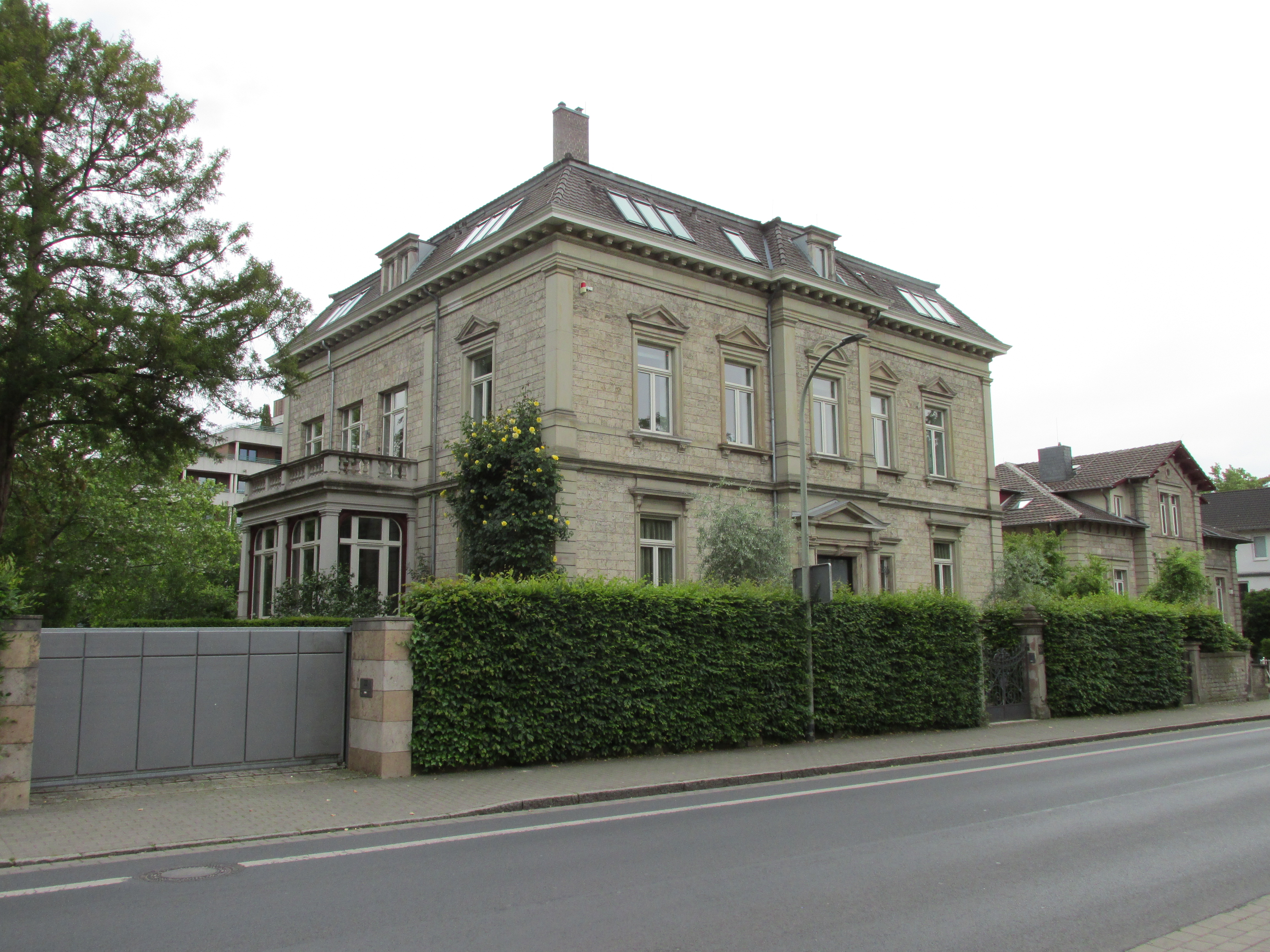
Villa Nikolausberger Weg 22 in Göttingen
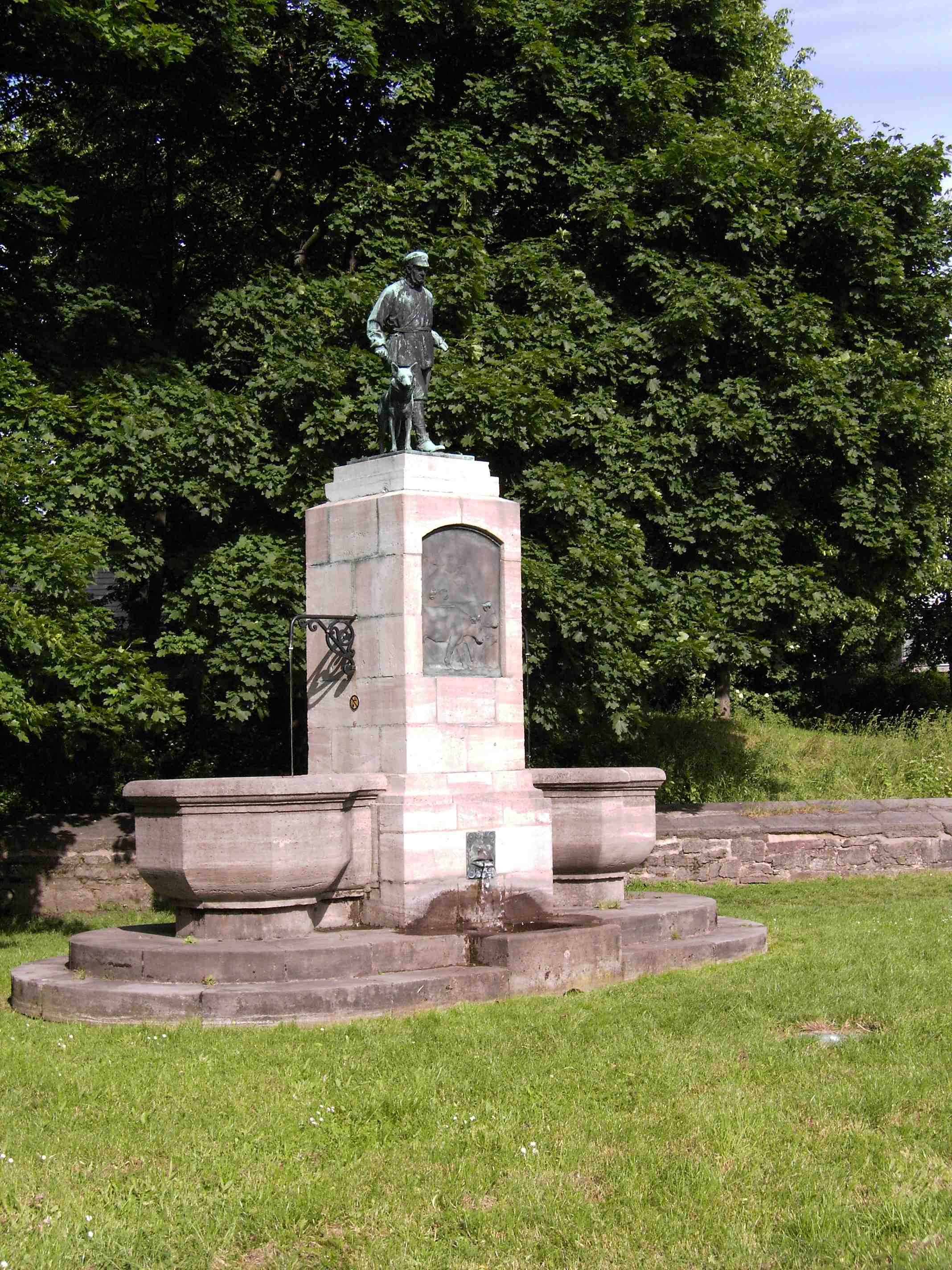
Hirtenbrunnen am Groner Tor in Göttingen

Von dem Baugeschäft Rathkamp wurden rund 270 Wohngebäude, Fabriken, Hotels, Geschäftshäuser und andere Bauten in Göttingen und Umgebung errichtet, von denen „ungefähr 100 Bauwerke von Wilhelm Rathkamp entworfen“ wurden, darunter:
- 1886: Wohn- und Geschäftshaus Bolle, Nikolaistraße 15 in Göttingen[1]
- 1888: Wohn- und Geschäftshaus Metje, Gotmarstraße 2 in Göttingen (abgerissen 1969)[12]
- 1888: Wohnhaus Bennecke, Königsallee 5 in Göttingen[13]
- 1888: Wohnhaus Bechtel, Nikolausberger Weg 31 in Göttingen[13]
- 1889: Wohnhaus Lehmann, Friedländer Weg 30 in Göttingen[13]
- 1889: Wohnhaus Meyer, Lotzestraße 3, Göttingen[13]
- 1889: Wohnhaus Schoppe, Lotzestraße 7, Göttingen[13]
- 1889: Wohnhaus Sax, Lotzestraße 22 in Göttingen[13]
- 1890: Wohnhaus Stöckicht, Bürgerstraße 21 in Göttingen[13]
- 1890: Wohnhaus Fascher, Lotzstraße 5 in Göttingen[13]
- 1890: Wohnhaus Pietsch, Walkemühlenweg 15 in Göttingen[13]
- 1891: Wohn- und Geschäftshaus Müller, Kornmarkt 8 in Göttingen[12]
- 1891: Wohn- und Geschäftshaus Schelper, Rote Straße 26 in Göttingen[12]
- 1892: Wohnhaus Gutberlet, Friedländer Weg 29 in Göttingen[13]
- 1892: Wohnhaus Bennecke, Königsallee 7 in Göttingen[13]
- 1893: Wohn- und Geschäftshaus Gebr. Reinhold, Kornmarkt 6 in Göttingen[12]
- 1894: Wohnhaus Aschoff, Wiesenstraße 19 in Göttingen[13]
- 1896: Wohn- und Geschäftshaus Martens, Theaterstraße 25 in Göttingen[12]
- 1896: Wohn- und Geschäftshaus des eigenen Baugeschäfts, Theaterstraße 26 in Göttingen[12]
- 1896: Wohnhaus Nikolausberger Weg 25 in Göttingen[13]
- 1896/1907: Wohn- und Geschäftshaus Volckmar, Weender Straße 21 in Göttingen[12]
- 1897: Wohn- und Geschäftshaus Kirchner, Groner Straße 54/55 in Göttingen[12]
- 1897: Wohn- und Geschäftshaus Günther, Obere Karspüle 1 in Göttingen[12]
- 1897: Wohnhaus Gutberlet, Calsowstraße 17 in Göttingen[13]
- 1898: Wohn- und Geschäftshaus Prüfert, Theaterstraße 21 in Göttingen[12]
- 1899: Wohn- und Geschäftshaus Becker, Groner-Tor-Straße 8 in Göttingen[12]
- 1899: Wohn- und Geschäftshaus Müller, Groner-Tor-Straße 29/29a in Göttingen[12]
- 1899: Wohn- und Geschäftshaus Hoffmann, Johannisstraße 1 in Göttingen[12]
- 1899: Wohn- und Geschäftshaus Funcke, Johannisstraße 2 in Göttingen[12]
- 1899: Wohn- und Geschäftshaus Welge, Obere Maschstraße 20 in Göttingen[12]
- 1899: Wohnhaus Werner, Brauweg 19 in Göttingen[13]
- 1899: Verbindungshaus des Corps Brunsviga, Bürgerstraße 31 in Göttingen[13]
- 1900: Doppelwohnhaus Aschoff, Brauweg 5/7 in Göttingen[13]
- 1900: Wohnhaus Calsowstraße 10 in Göttingen[13]
- 1900: Wohnhaus Freise, Calsowstraße 12 in Göttingen[13]
- 1900: Wohnhaus Pringnitz, Lotzestraße 24 in Göttingen[13]
- 1901: Wohnhaus Planckstraße 3 in Göttingen[13]
- 1901: Wohnhaus Hagedorn, Planckstraße 5 in Göttingen[13]
- 1901: Wohnhaus Schumacher, Planckstraße 17 in Göttingen[13]
- 1902: Wohn- und Geschäftshaus Groner Straße 36 in Göttingen[12]
- 1902: Wohn- und Geschäftshaus Niemann, Lange Geismarstraße 11 in Göttingen[12]
- 1902: Doppelwohnhaus Nikolausberger Weg 27/29 in Göttingen[13]
- 1902: Verbindungshaus des Corps Hercynia, Nikolausberger Weg 40 in Göttingen[13]
- 1902: Wohnhaus Röder, Planckstraße 7 in Göttingen[13]
- 1903: Wohn- und Geschäftshaus Kücking, Düstere Straße 12 in Göttingen[12]
- 1903: Wohnhaus Trapp, Planckstraße 4 in Göttingen[13]
- 1904: Wohnhaus Baurat-Gerber-Straße 12 in Göttingen[13]
- 1904: Wohnhaus Drege, Hildebrandtstraße 3 in Göttingen (abgerissen um 1980)[13]
- 1904: Wohnhaus Planckstraße 2a in Göttingen[13]
- 1905: Privatschule Kluckhohn („Luisenschule“), Baurat-Gerber-Straße 10 in Göttingen[13]
- 1905: Wohnhaus Hunold, Keplerstraße 10 in Göttingen[13]
- 1905: Wohnhaus Henke, Lotzestraße 19 in Göttingen[13]
- 1905: Wohnhaus Planckstraße 2 in Göttingen[13]
- 1906: Wohnhaus Hofmeister, Am Feuerschanzengraben 18 in Göttingen[13]
- 1906: Wohn- und Geschäftshaus Hillebrecht, Nikolaistraße 5/6/8 in Göttingen[12]
- 1906: Wohnhaus Planckstraße 21 in Göttingen[13]
- 1907: Wohnhaus Hofmeister, Am Feuerschanzengraben 20a in Göttingen[13]
- 1907: Wohnhaus Wilhelm-Weber-Straße 32 in Göttingen[13]
- 1907: Wohnhaus Wilhelm-Weber-Straße 34 in Göttingen[13]
- 1908: Wohnhaus Am Goldgraben 11 in Göttingen[13]
- 1908: Verbindungshaus der Lunaburgia, Am Goldgraben 17 in Göttingen[13]
- 1908: Wohnhaus von Diemar, Baurat-Gerber-Straße 17 in Göttingen[13]
- 1908: Wohnhaus-Gruppe Felix-Klein-Straße 4/6/8/10 in Göttingen[13]
- 1909: Wohnhaus Große, Herzberger Landstraße 39 in Göttingen[13]
- 1909: Wohnhaus Herzberger Landstraße 39a in Göttingen[13]
- 1909: Wohnhaus Gebhard, Herzberger Landstraße 41 in Göttingen[13]
- 1909: Wohnhaus Behrens, Keplerstraße 11 in Göttingen[13]
- 1910: Wohnhaus Hofmeister, Oesterleystraße 3/5 in Göttingen[13]
- 1911: Wohnhaus Sartorius, Dahlmannstraße 12 in Göttingen[13]
- 1911: Wohnhaus Birnbaum, Humboldtallee 16 in Göttingen[13]
- 1911: Wohnhaus für Firma Aschoff Wwe., Wiesenstraße 23 in Göttingen[13]
- 1912: Wohnhaus Schulze, Keplerstraße 24 in Göttingen[13]
- 1914: Wohnhausgruppe Herzberger Landstraße 71/73/75 in Göttingen[13]
- 1921: Wohnhaus Ruhstrat, Hanssenstraße 17 in Göttingen[13]
- 1921: Wohnhaus Herzberger, Landstraße 51 in Göttingen[13]
- 1921: Wohnhaus Waldenburg, Lotzstraße 17 in Göttingen[13]
- 1921: Wohnhaus Grunert, Nikolausberger Weg 138 in Göttingen[13]
- 1923: Wohnhaus Geiger, Gervinusstraße 4 in Göttingen[13]
- 1923: Wohnhaus für den Universitätsbund Göttingen e. V., Herzberger Landstraße 66 in Göttingen[13]
- 1923: Wohnhaus Henze, Herzberger Landstraße 79 in Göttingen[13]
- 1923: Wohnhaus Hotzen, Rohnsweg 15 in Göttingen[13]
- 1924: Wohnhaus Gerke, Calsowstraße 37 in Göttingen[13]

### Schriften
Als erster Göttinger Privatarchitekt veröffentlichte Wilhelm Rathkamp einige seiner Bauten, alle in der Zeitschrift für Architektur und Ingenieurwesen (Wochen-Ausgabe, Neue Folge):
- Das Korpshaus der Brunsviga in Göttingen, 5. Jahrgang 1900, Nr. 46, Sp. 721–723.
- Das Korpshaus Hercynia in Göttingen, 13. Jahrgang 1908, Heft 3, Sp. 189–192.
- Der Hirtenbrunnen in Göttingen am Groner Tore, 20. Jahrgang 1915, Heft 2/3, Sp. 73–76.
- Mausoleum Deutschmann, 22. Jahrgang 1917, Heft 3, Sp. 112–116.
- Göttinger Kunstdenkmäler, 23. Jahrgang 1918, Heft 1, Sp. 1–8.